# Jakub III. Skotský
Jakub III. (10. července 1451 – 11. června 1488) byl králem Skotska v letech 1460 až 1488. Byl to nepopulární panovník, usiloval o spojenectví s Anglickým královstvím a se zbytkem své rodiny měl katastrofální vztahy.

## Mládí
Narodil se jako syn Jakuba II. a jeho manželky Marie z Guelders. Přesné datum narození není známo; jeho životopisec Norman Macdougall se přiklání k tomu, že se narodil na konci května 1452. Nástupcem svého otce se stal 3. srpna 1460 a o týden později byl korunován. Do doby jeho dospělosti byl zastupován svou matkou, Jakubem Kennedym, biskupem z St. Andrews, Gilbertem, lordem Kennedym, a Robertem, lordem Boydem.

## Vztah s rodinou Boydů

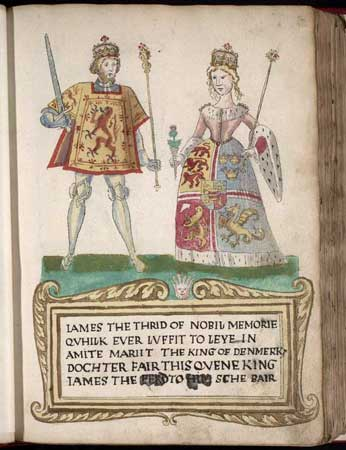
Jakub III. a Markéta Dánská na dobové ilustraci.

Rodina Boydů zneužívala svou moc, prosazovala pro své členy mnohé výhody a stala se tak velmi nepopulární. Synovi lorda Boyda Tomášovi byl udělen titul hraběte z Arranu a oženil se s královou sestrou Marií. Nicméně rodině se podařilo roku 1469 domluvit králův sňatek s Markétou Dánskou, dcerou Kristiána I. S Markétou získal Jakub Orkneje a Shetlandy. Tím roku 1470 Skotsko, poté co Jakub oba ostrovy připojil trvale, dosáhlo největší rozlohy ve své historii.
Konflikt s rodinou Boydů vypukl po Jakubově svatbě. V době, kdy byli Robert a Tomáš (se svou ženou princeznou Marií) v zahraničí na diplomatickém jednání, byla jejich moc zlomena. Členové rodiny sira Alexandra Boyda byli roku 1469 popraveni a Mariin sňatek byl roku 1473 anulován.

## Vláda
V 70. letech se Jakub zaměřil na ambiciózní plán dobýt území na kontinentu a vytvořit spojenectví s Anglií. V letech 1471 až 73 představil svůj plán na obsazení Bretaně, Saintonge a Gueldersu. Tyto nereálné plány se setkaly s kritikou v parlamentu, především proto, že král nebyl schopen prosadit dodržování práva ve své vlastní zemi.
Roku 1474 byl dohodnut s anglickým králem Eduardem IV. sňatek budoucího Jakuba IV. s Cecilií, Eduardovou dcerou. Mohlo se jednat o důležitou událost pro Skotsko, ale tato dohoda nebrala v úvahu tradiční nepřátelství obou národů. To bylo také jednou z příčin královy nepopularity. V 70. letech se rozhořel spor mezi Jakubem a jeho dvěma bratry, Alexandrem, vévodou z Albany, a Janem, hrabětem z Maru. Alexandr byl obviněn ze zrady a roku 1479 utekl do Francie. Jan náhle zemřel roku 1480 a jeho panství byla převedena na králova spojence Roberta Cochrana.
Spojenectví s Anglií se zhroutilo a v letech 1480 až 82 probíhaly občasné střety mezi oběma zeměmi. Roku 1482 vyslal Eduard do Skotska silné vojsko vedené Richardem, vévodou z Gloucesteru spolu s Alexandrem, titulovaným jako Alexandr IV. Jakub, který chtěl vyrazit proti Angličanům, byl zajat skupinou nespokojených šlechticů, kteří byli zřejmě ve spojení s vévodou z Albany. Byl uvězněn na Edinburském hradu a v průběhu podzimu 1482 byla vytvořena nová vláda vedená Alexandrem. Mezitím se anglická armáda, které se nepodařilo dobýt Edinburský hrad a došly jí prostředky, ze Skotska stáhla.
Jakub obnovil svou moc i tím, že si zavázal mnohé členy Alexandrovy vlády udělením titulů a panství. V prosinci 1482 Alexandrova vláda padla. V lednu Alexandr odcestoval na své panství do Dunbaru a po smrti svého patrona Eduarda IV. utekl do Anglie. Roku 1484 se zapojil do další neúspěšné invaze a roku 1485 byl zabit v Paříži.

## Smrt
Jakub ani po těchto událostech nezměnil své chování a stále se snažil dojednat spojenectví s Anglií. Prosazoval své oblíbence, kteří byli neoblíbení mezi vlivnými šlechtici. Odmítl cestovat po své zemi, aby prosadil výkon spravedlnosti, a téměř trvale pobýval na Edinburském hradu. Odcizil se i své manželce Markétě a svému nejstaršímu synovi, na jehož úkor prosazoval svého druhorozeného syna.
Rozpory vyvrcholily roku 1488, kdy musel vzdorovat armádě sestavené nespokojenými šlechtici. V bitvě u Sauchieburnu bylo jeho vojsko poraženo a on sám padl.